# موسیقی در عراق
موسیقی عراق یا موسیقی عراقی (عربی: موسیقی عراقیة)، که به موسیقی بین‌النهرین نیز شناخته می‌شود، شامل موسیقی تعدادی از اقوام و سبک‌های موسیقی است. از نظر قومی، این موسیقی شامل موسیقی عربی، آشوری، کردی و موسیقی ترکمن است. موسیقی عراقی جدا از موسیقی بومی این مردم، شامل سبک‌های موسیقی معاصر مانند پاپ، راک، سول و موسیقی معاصر شهری است.
موسیقی عراق به‌طور عمده برای سه ساز، عود، سنتور عراقی و جوزا شناخته می‌شود. نامدارترین عودنوازان عراقی احمد مختار، ناصر شما، رحیم الحاج، سحر طاها و منیر بشیر هستند.

## موسیقی کلاسیک عراق

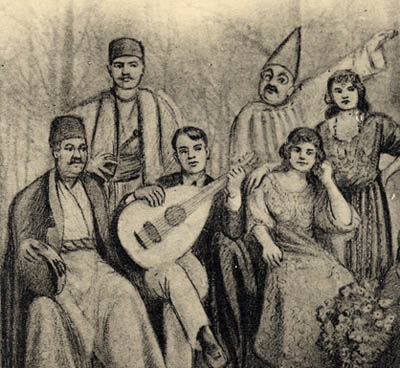
گروه تئاتر موزیکال در بغداد، دهه ۱۹۲۰.

برای شناخت موسیقی کلاسیک عراق نیاز به بحث دربارهٔ محیط اجتماعی و همچنین اشاره‌های شعری آن است. شعر یکی از هنرهای عراقی‌ها است و خواندن ترانه از اهمیت بالاتری برخوردار است. در بغداد میان سال‌های ۷۶۰ تا ۱۲۶۰، نویسندگان نت موسیقی را نمی‌نوشتند. موسیقی از نظر ملودی مودال بود و گام به گام با نت‌های تکراری اجرا می‌شد.
خوانندگان دربار بغدادی به خاطر آهنگسازی شگفت، دانش بالا در مورد تاریخ و آوازها و نوآوری‌هایشان ستایش می‌شدند. از خوانندگان و سخنوران زن، مانند اریب که شاعری ماهر بود و علاوه بر آن خوشنویسی، لوت‌نوازی و آهنگسازی می‌کرد (که بیش از یک هزار ترانه نوشته‌است)، پشتیبانی می‌شد. ساز رایج عراق عود است. موسیقی کلاسیک عراقی از طریق سبک/ کانون و نحوه اجرای آن قابل شناسایی است.
از نظر تاریخی، موسیقی در عراق برای اجتماعات مردان اجرا می‌شد. با ظهور صنعت ضبط صدا، اوضاع تا حدودی تغییر کرد و کنسرت‌ها در شهرها برگزار می‌شوند.

### مقام

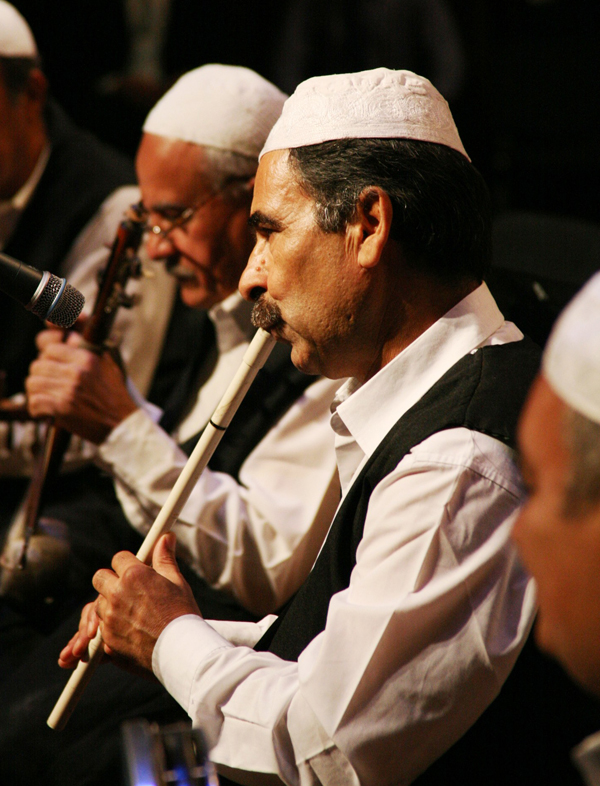
نوازنده فلوت آیینی از گروه‌های محلی عراق

مقام به حالت‌های ملودی خاص اشاره دارد. نوازنده اجراهای مقامی با بداهه نوازی و براساس قوانین مقام ساز می‌زند. مقام‌های گوناگون وجود دارد که هرکدام دارای حالات و ویژگی‌های خاص خود هستند. بین پنجاه تا هفتاد مقام وجود دارد که بسیاری از آنها دارای سبک‌های فرعی هستند. از دیگر ویژگی‌های موسیقی عراقی می‌توان به ضرب آرام، تزئینات بدون ریتم یا خطوط ملودیک و حالت‌های غالباً جزئی اشاره کرد. سازها شامل قانون، ریق ، سنتور، داربوکا، نقاره، نی، دیجوز و عود هستند. گروه‌های قالگی بغداد معمولاً شامل جوز و نی هستند و همچنین ممکن است از یک عود استفاده کنند.
ترانه‌های آهنگ‌های موسیقی مقامی عموماً از شعر کلاسیک عربی گرفته می‌شود که از جمله این شاعران محمد مهدی الجواهری، متنبی و ابونواس یا شاعران پارسی مانند حافظ و عمر خیام است. برخی از نوازندگان از منابع سنتی ترجمه شده به گویش بغدادی استفاده می‌کنند و برخی دیگر از اشعار عربی، ترکی، ارمنی، عبری، ترکمن، آرامی یا فارسی استفاده می‌کنند.

#### تاریخ
ریشه‌های موسیقی مقامی نوین عراق را می‌توان در زمان خلافت عباسی، زمانی که امپراتوری بزرگ از بغداد کنترل می‌شد، جستجو کرد.
پسته، نوعی آهنگ سبُک، که در پایان یک اجرای مقامی می‌آید، در اواخر سده بیستم رواج یافت. از جمله مشهورترین مجریان پسته، سلیما پاشا و ناظم غزالی، زن و شوهر، هستند.
نامدارترین خوانندگان نوین مقامی عبارتند از: راشد القندارچی (۱۸۴۵–۱۸۸۷)، یوسف عمر (۱۹۱۸–۱۹۸۷)، ناظم غزالی (۱۹۶۳–۱۹۲۰)، سلیم شیببث (متولد ۱۹۰۸)، حسن چوک (۱۹۱۲–۱۹۶۲)، نجیم الشیخلی (۱۹۳۸–۱۸۹۳)، محمد القبانچی (۱۹۸۹–۱۹۰۰)، حمید آل سعدی (۱۹۵۹-) و فریده محمد علی (۱۹۶۳-).

## دوره نوین

منیر بشیر، نوازنده مشهور عود.

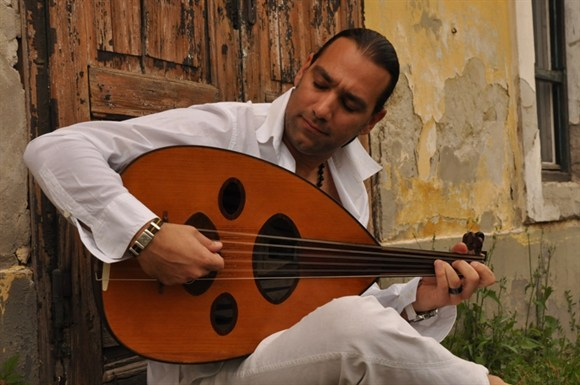
عمر بشیر، نوازنده امروزی عود.

در بیشتر طول سده بیستم، مصر مرکز موسیقی مردمی عرب بود و فقط چند ستاره از کشورهای دیگر موفقیت جهانی پیدا کردند. این خوانندگان مسلمان، یهودی و مسیحی بودند.
نوازندگان عراقی در کنگره معروف موسیقی عربی در سال ۱۹۳۲ در قاهره شرکت کردند که محمد القوانچی، خواننده مسلمان، نیز در آن شرکت کرد. در سال ۱۹۳۶، رادیو عراق توسط دو تن از برجسته‌ترین مجریان و آهنگسازان عراق، صالح و داود الکویت، با یک گروه، به استثنای نوازنده سازهای کوبه ای، تأسیس شد. در این کلوپ‌های شبانه، گروه‌های موسیقی متشکل از عود، قانون و دو نوازنده سازهای کوبه ای بودند.
مشهورترین خواننده دهه‌های 1930 – ۱۹۴۰ شاید سالیما پاشا بود. در طول دهه ۱۹۲۰، دو برادر در زمینه موسیقی در عراق شهرت پیدا کردند. برادران کویتی - صالح، نوازنده ویولن، و داوود، نوازنده عود بودند. تقریباً در همان زمان، یک خواننده زن، سالیما پاشا شروع به نامدار شدن کرد. برادران، صالح و داود الکویتی شروع به ساختن آهنگهایی نو برای پاشا کردند. صالح برجسته‌ترین نوازنده در عراق، و پاشا نامدارترین خواننده بود.
به دنبال افتتاح ایستگاه رادیویی پخش عراق در سال ۱۹۳۶. از صالح خواسته شد تا گروه موسیقی رسمی این ایستگاه رادیویی را تشکیل دهد. او برای اولین بار دو ساز ویولن سل و نه (فلوت) وارد گروه موسیقی عراق کرد. احترام و ستایشی که پاشا در آن زمان دریافت کرد چندان معمول نبود، چراکه اجرای عمومی زنان شرم آور تلقی می‌شد.
تعداد زیادی از سازها و خوانندگان میانه و اواخر سده بیستم در هنرستان بغداد آموزش دیدند.

## موسیقی پاپ

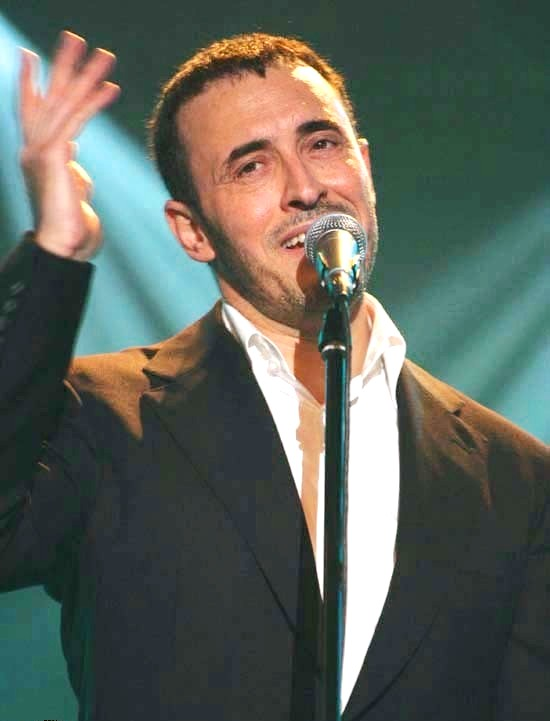
کاظم السحر در حال اجرا

موسیقی پاپ در عراق اغلب با آمیختن سازهای بومی و نوین اجرا می‌شود. به عنوان مثال کاظم الساهر که به «الویس خاورمیانه» مشهور استبه زبان عربی کلاسیک آواز می‌خواند. الهام المدفعی از گیتار الکتریک و ساکسیفون بهره می‌برد و از این سازها برای اجرای دوباره ترانه‌های بومی قدیمی استفاده می‌کند.
تا زمان سقوط صدام حسین، محبوب‌ترین ایستگاه رادیویی صدای جوانان بود که برای موسیقی عامه پسند عراقی پخش می‌کرد. این ایستگاه همچنین آمیزه‌ای از موسیقی راک، هیپ هاپ و موسیقی پاپ از هنرمندانی گوناگونی مانند امینم و آر.ای. ام نیز پخش می‌کرد که موسیقی همه آنها به دلیل تحریم‌های اقتصادی جهانی از طریق اردن وارد کشور می‌شد.
از دیگر خوانندگان نوین عراقی می‌توان به علی الاساوی اشاره کرد که آهنگ او با محبوبیت زیادی در جهان عرب روبرو شد و باعث نامداری وی در سراسر منطقه شد. آکراسیکاودا نخستین گروه هوی متال عراق بود.

## تأثیر جنگ ۲۰۰۳ عراق
از زمان حمله ۲۰۰۳ به عراق و سقوط صدام حسین، برخی از نوازندگان مورد حمله شبه نظامیان قرار گرفته‌اند. فروشگاه‌های موسیقی در منطقه سومار هدف بمباران نارنجک قرار گرفته‌اند. رهبران مذهبی برخی از سالن‌های کنسرت و باشگاه‌های شهر را بستند.

## برای مطالعهٔ بیشتر
- بدلی، بیل و زین ال جندی. «اروپا با آسیا دیدار می‌کند». ۲۰۰۰ در بروتون، سایمون و الینگهام، مارک همراه با مک کاناچی، جیمز و دوئان، اورلا (ویراستار)، موسیقی جهانی، جلد. ۱: آفریقا، اروپا و خاورمیانه، ص 391–395. Rough Guides Ltd، کتابهای پنگوئن .شابک ‎۱−۸۵۸۲۸−۶۳۶−۰شابک 1-85828-636-0